# Campylopterus
Campylopterus är ett fågelsläkte i familjen kolibrier. Det omfattar n tio arter, med utbredning från södra Mexiko till Brasilien och nordöstra Peru:
- Gråbröstad sabelvinge (C. largipennis)
- Karstsabelvinge (C. calcirupicola)
- Diamantinasabelvinge (C. diamantinensis)
- Violett sabelvinge (C. hemileucurus)
- Tepuísabelvinge (C. hyperythrus)
- Ockrabröstad sabelvinge (C. duidae)
- Naposabelvinge (C. villaviscensio)
- Lazulisabelvinge (C. falcatus)
- Santamartasabelvinge (C. phainopeplus)
- Vitstjärtad sabelvinge (C. ensipennis)

Tidigare inkluderades även sabelvingarna i släktet Pampa, men genetiska studier har visat att de inte är varandras närmaste släktingar. För båda släkten tillsammans används det svenska trivialnamnet sabelvingar.